# Grab von Huo Qubing

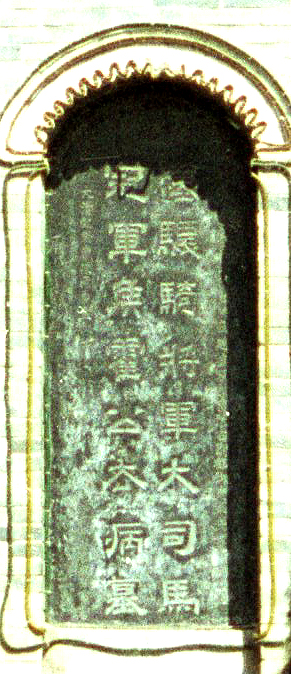
Das Grab von Huo Qubing

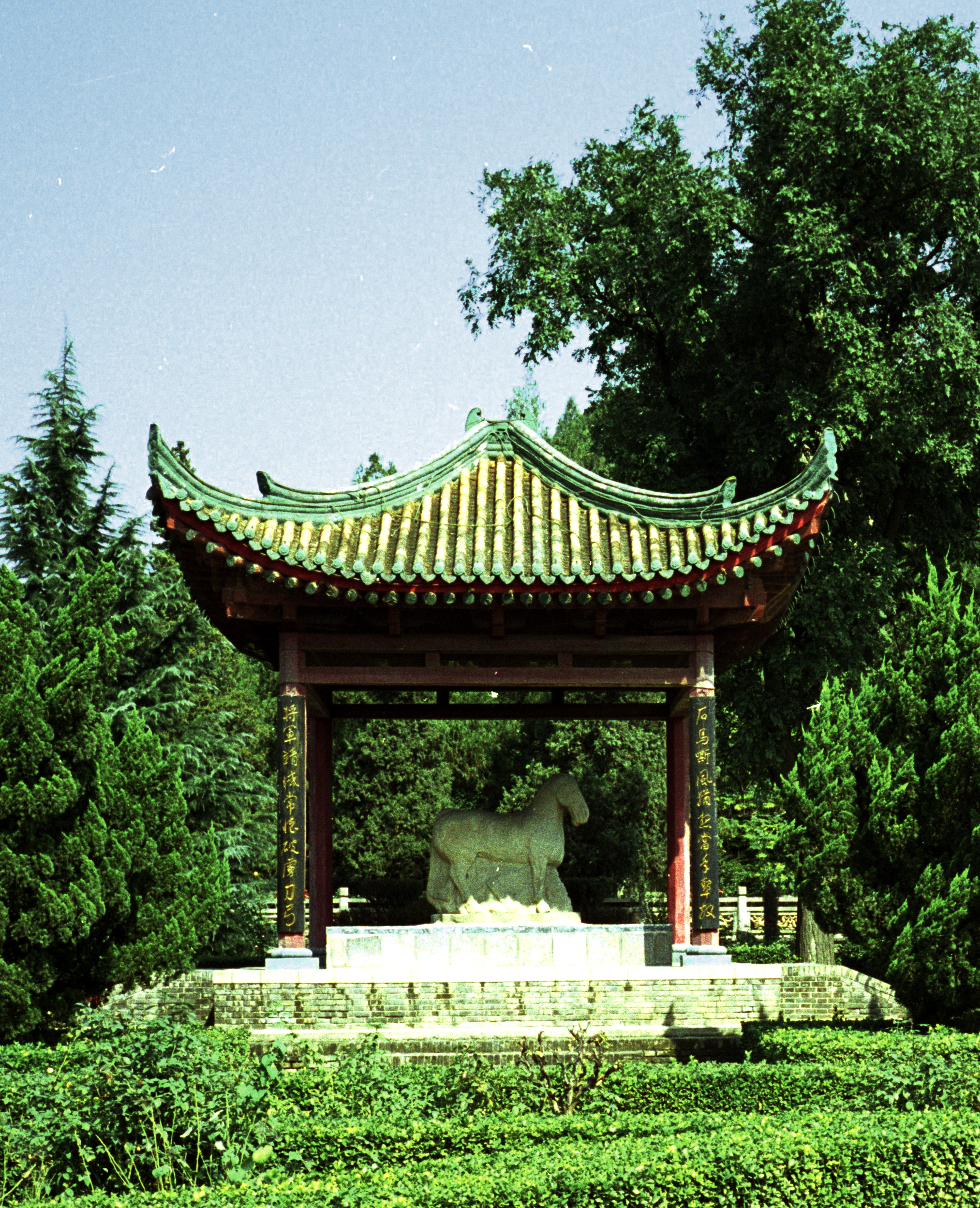
Steinmetzarbeit vor dem Grab: „Auf einen Hunnen tretendes Pferd“

Das Grab von Huo Qubing (chinesisch 霍去病墓, Pinyin Huò Qùbìng mù, englisch Tomb of Huo Qubing) in Xingping in der chinesischen Provinz Shaanxi ist das Grab des gegen das Volk der Xiongnu kämpfenden Generals Huo Qubing (140–117 v. Chr.) aus der Zeit der Westlichen Han-Dynastie. Der General starb im Alter von nur vierundzwanzig Jahren.
Es ist ein Nebengrab des Maoling-Mausoleums (Maoling 茂陵) des Kaisers Wu der Westlichen Han-Dynastie und liegt etwa einen Kilometer östlich davon.
Der Grabhügel ist eine etwa fünfzehn Meter hohe Pyramide. Zu dem Grab führt ein sogenannter Seelenweg (shendao) von dem sechzehn Steinplastiken aus der Westlichen Han-Zeit – Steinmetzarbeiten von Tier- und Menschenskulpturen – erhalten sind. Es sind die bisher ältesten entdeckten steingeschnitzen Grabwegfiguren dieser Art in China.
Unter den Motiven der Plastiken befinden sich: seltsamer Mensch 怪人, seltsames Tier frisst Schaf 怪兽吃羊, sitzender Ochse 卧牛, Mensch ringt mit wildem Tier 人抱兽, sitzendes Schwein 卧猪, springendes Pferd 跃马, (das 168 cm hohe und 190 cm lange) „Auf Hunnen tretende Pferd“ (Mǎ tà Xiōngnú 马踏匈奴), sitzendes Pferd 卧马, sitzender Tiger 卧虎, verschiedene Fische (短口鱼, 长口鱼), Otter 獭, Fledermaus 蝠.
Die Grabanlage gehört heute zu einem Museum.
Das Grab von Huo Qubing (Huo Qubing mu) steht seit 1961 auf der Liste der Denkmäler der Volksrepublik China (1-166).

### Chinesische Weblinks
- Huo Qubing Mu shike
- Zhongguo zuizao de lingmu shidiao · Huo Qubing mu shidiao